# Privateigentum

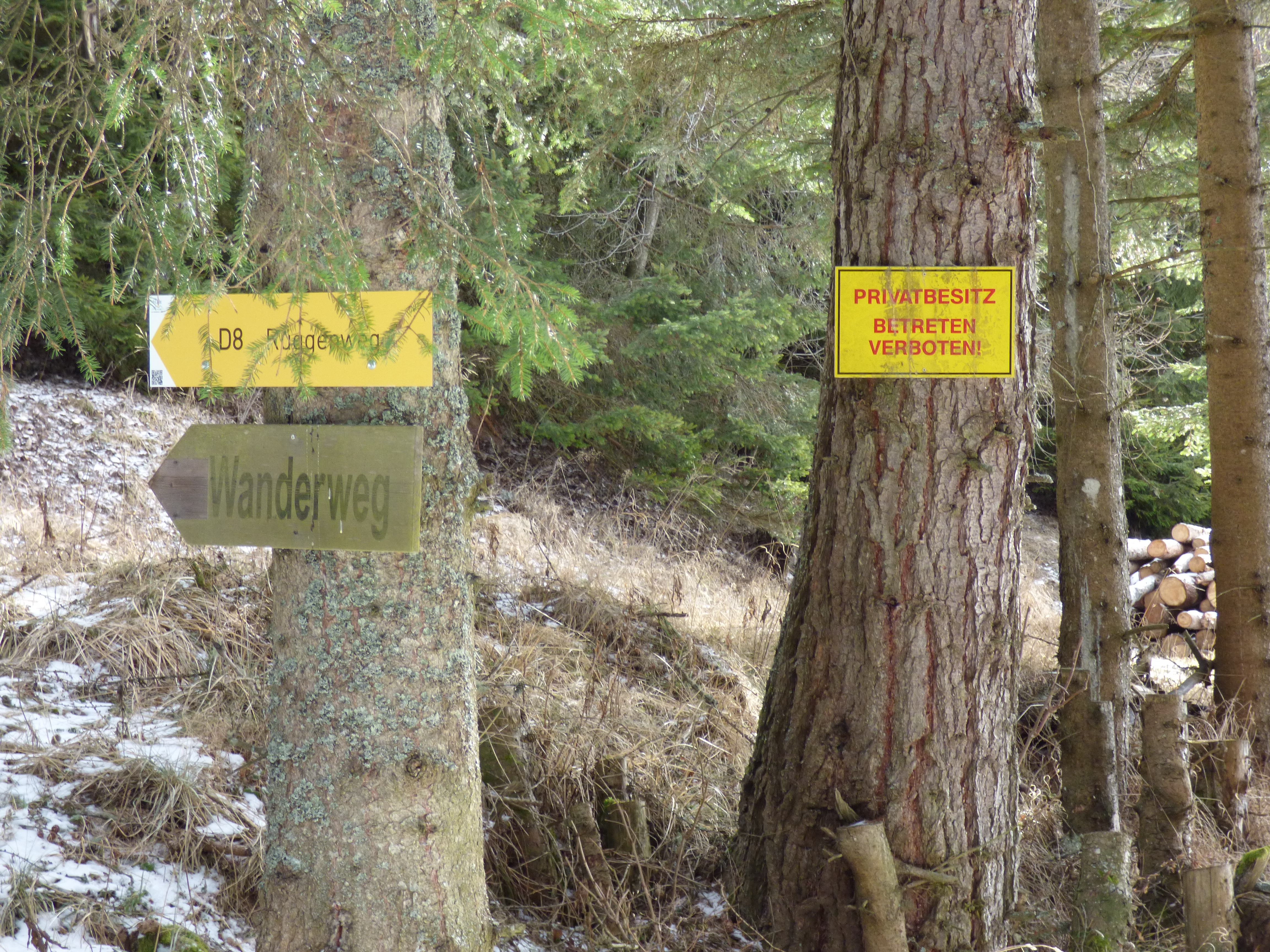
Hinweisschild auf Privateigentum (Lobnighof in Eberstein)

Privateigentum ist Eigentum, welches Privatpersonen und nicht-staatlichen Unternehmen gehört. Gegenstück ist das Kollektiveigentum.

## Allgemeines
Das Kompositum Privateigentum setzt sich zusammen aus den beiden Wörtern privat (von lateinisch privatus, „abgesondert, beraubt, getrennt“) und Eigentum. Es ist kein Rechtsbegriff, sondern dient heute zur Unterscheidung zum Kollektiveigentum oder Staatsvermögen (lateinisch res extra commercium) und Kirchengut. Das gesamte Privatvermögen steht im Privateigentum. Besondere Bedeutung hat der Begriff bei den Eigentumstheorien und im Marxismus.

## Geschichte

### Frühgeschichte
Als historische Wurzeln des Privateigentums werden Grabbeigaben angesehen, die den Toten mitgegeben wurden. Es handelte sich um persönliche Gegenstände wie Waffen, Schmuck und einige Gebrauchsgegenstände, die eine besondere Bindung an die verstorbene Person aufwiesen. Im Naturrecht gab es kein Privateigentum, weil alle Menschen gemeinschaftlich über alle Güter verfügen konnten. Aus dem 3. Jahrtausend vor Christus ist in Mesopotamien privater Grundbesitz anhand von Kaufverträgen in Keilschrift dokumentiert. Die Gesetzgebung des Philolaos von Korinth im 8. Jahrhundert festigte den Großgrundbesitz, so dass sich später Aristoteles über die „Ungleichheit der Vermögen“ beklagte. Aristoteles beschäftigte sich im 4. Jahrhundert v. Chr. in seinem staatsphilosophischen Werk Politiká ausführlich mit den verschiedenen Formen des Eigentums und verteidigte das Privateigentum gegenüber Platon, der in der Politeia über den Verfall und Niedergang des idealen Staates schrieb: „Sie kommen überein, die Ländereien und Häuser als privates Eigentum untereinander zu verteilen.“ Aristoteles trat in seinem Werk „Politiká“ für das Recht auf Privateigentum ein und empfand Skepsis gegenüber dem Gemeineigentum: „Was der größten Zahl gemeinsam gehört, auf das wird die geringste Sorgfalt verwendet“.
Im römischen Reich baute der Großgrundbesitzer seine Wirtschaft im 3. Jahrhundert v. Chr. auf Sklavenarbeit auf, er vernichtete hierdurch die Kleinbauern. Gaius Iulius Caesar berichtete zwischen 55 und 53 v. Chr. im De bello Gallico, dass die Germanen kein Privateigentum an Grund und Boden kennen. Das übrige Eigentum stand jedoch nicht dem Einzelnen, sondern der Sippe zu. Für Cicero entstand 44 v. Chr. Privateigentum ursprünglich durch Okkupation: „Es gibt aber kein Privateigentum durch die Natur, sondern entweder durch die frühere Inbesitznahme (wie bei denen, die einst in unbesetzte Gebiete kamen) oder durch Sieg (wie bei denen, die sich dessen im Krieg bemächtigten) oder durch Gesetz, Verabredung, Vertrag oder Los“.
Sklaven (lateinisch servi) durften im römischen Recht kein Privateigentum besitzen, sie selbst galten als Sachen (lateinisch res mancipii) und standen im Privateigentum (lateinisch dominium) ihres Herrn, das sich in der unbeschränkten und dauerhaften Unterwerfung unter die direkte Gewalt des Herrn äußerte. Die Digesten bestimmten im 2. Jahrhundert, dass Sklaverei eine Einrichtung sei, in der eine Person – entgegen ihrer Natur – zum Privateigentum einer anderen wird. Gaius unterschied zwischen körperlichen Sachen (lateinisch res corporales), „die man berühren kann“ (lateinisch quae tangi possunt), sowie allen anderen Sachen (lateinisch res nec mancipi) und Forderungen/Verbindlichkeiten (lateinisch res incorporales).
Im Mittelalter sah die monastisch geprägte Ethik das Privateigentum als Sünde an, ebenso wie den Handel und den Kriegsdienst. Anselm von Canterbury beispielsweise hielt Besitzlosigkeit bzw. Gemeinsamkeit von Besitz in seinem zwischen 1094 und 1098 verfassten Werk Cur deus homo (deutsch Warum Gott Mensch ist) für eine von der Vernunft gebotene allgemeine Vorschrift. Privateigentum verstoße gegen das vernunftgemäße Sittengesetz und gegen das Christentum. Der Kirchenrechtler Gratian schuf in seinem Werk Decretum Gratiani um 1140 die Grundlagen dafür, das Privateigentum zu legitimieren. Das Gemeineigentum galt ihm als mit dem Naturrecht gegeben, während das Privateigentum ein Bestandteil des menschlichen Rechts darstelle. Wilhelm von Auxerre wies im 13. Jahrhundert jedoch in seiner Summa aurea (die erst posthum im Jahre 1500 in Paris erschien) darauf hin, dass es bis zur Seligkeit nützlicher sei, dass es Privateigentum gäbe, als dass alles allen gemeinsam ist. Thomas von Aquin rechtfertigte um 1268 in der Summa theologica die bestehende Eigentumsordnung und den Besitz, denn unter denen, die etwas gemeinsam und ungeteilt besäßen, entstünde häufiger Streit.

### Aufklärung
Im 17. Jahrhundert kamen erste Eigentumstheorien auf, so etwa 1625 durch Hugo Grotius, der zunächst von einer ursprünglichen Gütergemeinschaft (lateinisch communio primaeva) ausging, dann jedoch über die Verteilung der Güter durch Okkupation und durch Sozialvertrag die Einführung des Privateigentums anerkannte.
John Locke gilt als Begründer der modernen Legitimation des Eigentums. In der Zeit Lockes bedurfte privates Eigentum einer Rechtfertigung; ausgegangen wurde vom Naturrecht, demnach Gott die Erde den Menschen zur gemeinsamen Verfügung gegeben habe. Locke argumentierte, es sei die eigene Arbeit, die das Recht auf individuelles Eigentum begründe. Sabine Nuss verweist darauf, dass „was heute als selbstverständlich gilt, …Locke noch umständlich herleiten“ musste: „Die Früchte der eigenen Arbeit dürfe man sich deshalb aneignen, weil der Körper einem gehöre. Pflücke ich den Apfel von einem Baum, vermische ich physisch die Natur mit meiner Körperkraft. Dieser Vorgang macht den Apfel zu meinem Eigentum.“
Jean-Jacques Rousseau hob 1762 die Sozialbindung des Eigentums hervor, die es zu Gunsten des Gemeinwohls einschränke. Adam Smith stand dem Privateigentum viel nüchterner gegenüber als die späteren Physiokraten. In seinem Buch Der Wohlstand der Nationen vom März 1776 ging er davon aus, dass die Produktion eine Gegenleistung in Form der Arbeitsentgelte auslöse und deshalb die gesamten Arbeitsergebnisse dem Arbeiter gehörten.
Die Physiokraten interessierten sich vor allem für das Grundeigentum. Erster Grundsatz sei der unbedingte Schutz des Privateigentums, denn ohne garantiertes Eigentum würde der ganze physiokratische Wirtschaftskreislauf zusammenbrechen. Eine Gesellschaftsordnung, die das Privateigentum bejahte, stellte sich den Physiokraten als die ökonomisch überlegenere dar. Ihr Begründer François Quesnay vertrat 1787 die Ansicht, dass die Arbeit das Privateigentum des landwirtschaftlichen Unternehmers begründe.
Das Wort Privateigentum prägte im Jahre 1821 offensichtlich der Philosoph Georg Wilhelm Friedrich Hegel, das er dem Eigentum des Fürsten an der Staatsmacht gegenüberstellte. Für ihn wurde durch Aneignung und Gebrauch einer Sache die Natur zur Sphäre äußerer Freiheit. Karl Marx und Friedrich Engels stellten während der Industrialisierung das Privateigentum an Produktionsmitteln in Frage. Engels betonte 1847, dass das Privateigentum nicht immer existiert habe. „Als gegen das Ende des Mittelalters in der Manufaktur eine neue Art der Produktion erschaffen wurde, welche sich dem damaligen feudalen und Zunfteigentum nicht unterordnen ließ, da erzeugte diese, den alten Eigentumsverhältnissen entwachsene Manufaktur eine neue Eigentumsform, das Privateigentum“. Für Marx bedingten 1867 „kapitalistische Produktions- und Akkumulationsweise, also auch kapitalistisches Privatvermögen … die Vernichtung des auf eigener Arbeit beruhenden Privateigentums, also die Expropriation des Arbeiters“. Weiter schrieb er: „Privateigentum, als  Gegensatz zum gesellschaftlichen, kollektiven Eigentum, besteht nur da, wo die Arbeitsmittel und die äußeren Bedingungen der Arbeit Privatleuten gehören“. Marx und Engels unterschieden dabei Privateigentum, der „Verfügungsgewalt über [...] Ressourcen, die wir brauchen, um uns als Gesellschaft zu reproduzieren“ (bspw. Betriebsvermögen), und persönliches Eigentum in Form von Konsum- und Gebrauchsgütern, deren individueller Besitz unbedenklich ist. Nach Marx ist die Aufhebung des Privateigentums an Produktionsmitteln in der Diktatur des Proletariats die ökonomische Voraussetzung der klassenlosen Gesellschaft. Im Manifest der Kommunistischen Partei forderten Marx und Engels 1872 die Verstaatlichung aller Produktionsmittel: „Das Proletariat wird seine politische Herrschaft dazu benutzen, der Bourgeoisie nach und nach alles Kapital zu entreißen, alle Produktionsinstrumente in den Händen des Staats, d. h. des als herrschende Klasse organisierten Proletariats, zu zentralisieren und die Masse der Produktionskräfte möglichst rasch zu vermehren.“
Sozialistische Staaten übernahmen bei ihrer Staatsgründung ab 1918, insbesondere ab 1944, unter anderem die Lehren von Marx und überführten – sofern nicht bereits geschehen – den größten Teil des Privateigentums durch Enteignung in Staatseigentum. Das geschah auch in der DDR gemäß der DDR-Verfassung, die am 7. Oktober 1949 in Kraft trat. Eigentum wurde nicht als Recht von Personen an Sachen angesehen, sondern als „Eigentum des gesamten Volkes“. Der DDR-Wirtschaftsordnung lag seit Oktober 1974 sozialistisches Eigentum zugrunde, das sich aus dem Volkseigentum, dem genossenschaftlichen Gemeineigentum und dem Eigentum gesellschaftlicher Organisationen der Bürger zusammensetzte. An wirtschaftlich bedeutenden Gegenständen konnte kein Privateigentum bestehen (Art. 12 DDR-Verfassung, § 20 Abs. 3 Satz 1 ZGB). Privateigentum war eine Restgröße, denn über 95 % der gewerblichen Wirtschaft standen im sozialistischen Eigentum. Demgegenüber stand das persönliche Eigentum der Bürger an Konsummitteln (Art. 11 DDR-Verfassung, §§ 22 ff. ZGB), das primär auf dem Arbeitsentgelt beruhte und der persönlichen Bedürfnisbefriedigung diente. Hierzu gehörten Hausrat sowie Gegenstände für die Berufsausbildung, Weiterbildung und Freizeitgestaltung. Beim Privateigentum (§ 23 Abs. 2 ZGB) handelte es sich um „freies Vermögen“ (Kleingrundstücke, Datschen, Kleinbetriebe), das (noch) nicht in sozialistisches Eigentum überführt war.
Das inzwischen am 4. Mai 1949 in Kraft getretene Grundgesetz für die Bundesrepublik Deutschland (GG) spricht in Art. 14 GG eine Eigentumsgarantie aus: „Das Eigentum und das Erbrecht werden gewährleistet“. In Art. 14 Abs. 2 GG wird dies allerdings relativiert, denn sein Gebrauch soll zugleich dem Wohle der Allgemeinheit dienen (Sozialpflichtigkeit des Eigentums). Entschädigungslose Enteignungen sind gemäß Art. 14 Abs. 3 GG verboten. Enteignungen sind der Gegensatz zur Privatisierung, der Überführung von Staatseigentum in Privateigentum.
Das Landwirtschaftsanpassungsgesetz (LwAnpG) vom Juni 1990 erwähnte während der Wende, dass Privateigentum an Grund und Boden und die auf ihm beruhende Bewirtschaftung in der Land- und Forstwirtschaft in der DDR im vollen Umfang wiederhergestellt und gewährleistet werden (§ 1 LwAnpG).

## Kritik
Modernen Rechtfertigungen des Privateigentums wohnt nach wie vor die von John Lockes Anfang des 18. Jahrhunderts formulierte Idee inne, der Mensch werde nur dann tätig, wenn er die Früchte seiner Arbeit sein Eigen nennen dürfe. Diese sogenannte Anreiztheorie individuellen Eigentums wird heute noch angeführt, wenn Besitz in Frage gestellt wird.
Karl Marx erklärte 200 Jahre nach Locke, die Behauptung, dass Aneignung durch Arbeit Eigentum begründe, eine Tautologie sei. „Eine Aneignung, die sich nichts zu eigen macht, ist eine contradictio in subjecto.“ Schließlich würden Menschen in jeder Gesellschaft mittels Arbeit Natur aneignen, davon aber auf eine bestimmte Eigentumsform zu schließen, wie bei Locke auf die des Privateigentums, sei lächerlich.
Bei der Frage zum Verhältnis von Arbeit, Eigentum und Herrschaft verweisen marxistisch denkende Theoretiker darauf, dass Arbeit ohne den Besitz an Produktionsmittel keineswegs zu Privateigentum des Arbeitenden führt.

## Rechtsfragen
Privateigentum ist heute Bestandteil des privatrechtlichen Eigentumsbegriffs, wonach der Eigentümer einer Sache oder eines Rechts, soweit nicht das Gesetz oder Rechte Dritter entgegenstehen, mit der Sache oder dem Recht nach Belieben verfahren und andere von jeder Einwirkung ausschließen kann (§ 903 BGB). Deshalb sichert das BGB dem Eigentümer einen Herausgabeanspruch gegen den unrechtmäßigen Besitzer auf Herausgabe (§ 985 BGB) oder einen Unterlassungsanspruch auf Unterlassung bestimmter rechtswidriger Handlungen eines Störers (§ 1004 Abs. 1 BGB) zu. Einschränkend heißt es jedoch im Grundgesetz Artikel 14 Absatz 2: „Eigentum verpflichtet. Sein Gebrauch soll zugleich dem Wohle der Allgemeinheit dienen.“